# Сарема (острво)
Сарема (ест. Saaremaa; фин. Saarenmaa) највеће је естонско острво смештено у западном делу земље, у акваторији Балтичког мора. Припада архипелагу Западноестонских острва. Административно припада округу Сарема. Главни и највећи град на острву је Куресаре и у њему живи половина острвског становништва (од укупно 30.966 становнка). Површина острва је 2.673 км².

## Географија
Острво Сарема налази се у западном делу естонске акваторије и са површином од је 2.673 км² највеће је острво Западноестонског архипелага и уопште у Естонији, те четврто по величини острво у Балтичком мору (одмах после Селанда, Готланда и Фина). Сарема раздваја Ришки залив на југу и југоистоку од остатка Балтичког мора. Од летонског копна на југу га одваја Ирбов мореуз. На око 6 километара северније налази се острво Хијума, на истоку је острво Муху (одвојено плитким мореузом Вајке Ваин – део унутрашњег мора Вајнамери), уз јужну обалу је острво Абрука, док је на западу острво Вилсанди.
Острво је јако издужено у смеру запад-исток и максимална дужина му је око 90 километара. „Захваљујући” полуострву Сирве које се на југу дубоко увукло у море (у дужини од преко 30 километара) ширина острва у смеру север-југ достиже и до 88 километара. Рељефом острва доминира углавном равничарски пејзаж, посебно у источном делу, а нешто издигнутије тло налази се на западу острва где је и највиша тачка, брдо Раунамаги са надморском висином од свега 54 метра. Обала Сареме је јако разуђена и препуна је бројних мањих залива и полуострва (укупна дужина обале је око 1.300 километара). Околне воде су доста плитке, а уз обалу се налазе бројна мања острва (око 600) и подводне хриди и гребени. На острву се налазе бројна мања језера, а највећа међу њима су Сур Лахт, Мулуту Лахт и Карујарв.
Највиши делови острва издигли су се из мора пре око 10.000 година, а процес издизања овог дела естонске територије активан је и данас те се тако западноестонска острва у просеку издижу око 2 мм годишње. У основи острва налазе се кречњачке седиментне стене.
Острво је прекривено шумама које заузимају преко 40% његове територије, а клека је један од симбола острва. Уз његове обале налазе се бројне колоније прстенастих и сивих фока.

### Кратер Кали
Један од симбола острва је и локалитет Кали који представља групу од 9 јединствених метеорских кратера. Највећи кратер има пречник од 110 метара и дубину од око 22 метра, а његов доњи део испуњен је водом и преображен у језеро Кали јарв. Преостали мањи кратери пречника од 12 до 40 метара и са дубинама од једног до 4 метра, распоређени су око главног кратера. Старост кратера процењује се на око 4000 ± 1000 година. Претпоставка је да је ударна снага метеорита била око 80 ТЈ (што је еквивалетно експлозији 20 килотона ТНТ-а).

## Демографија и административна подела
Према статистичким подацима из 2013. на острву је живело 30.966 становника, што чини око 3% од укупне естонске популације. Просечна густина насељености је 11,6 стан/км². Готово целокупну популацију острва чине етнички Естонци.
Цело острво административно припада округу Сарема и територијално је подељено на 11 општина и на територију једног града. Главни и највећи град на острву је Куресаре са око 15.000 становника.